# Rhesala erebina
Rhesala erebina är en fjärilsart som beskrevs av Butler 1879. Rhesala erebina ingår i släktet Rhesala och familjen nattflyn. Inga underarter finns listade.